# Summer World University Games 2025/Fechten
Bei den Summer World University Games 2025 wurden 12 Wettkämpfe im Fechten ausgetragen.

## Bilanz

### Medaillenspiegel
| Platz  | Land                           | 00 | 00 | 00 | Gesamt |
| ------ | ------------------------------ | -- | -- | -- | ------ |
| 1      | Südkorea                       | 5  | 1  | 3  | 9      |
| 2      | Italien                        | 3  | 3  | 4  | 10     |
| 3      | Frankreich                     | 1  | 1  | 1  | 2      |
| 4      | Japan                          | 1  | –  | 4  | 5      |
| 5      | Hongkong                       | 1  | –  | 1  | 2      |
| 5      | Individuelle Neutrale Athleten | 1  | –  | 1  | 2      |
| 7      | Ungarn                         | –  | 4  | 1  | 5      |
| 8      | Polen                          | –  | 2  | –  | 2      |
| 9      | Ukraine                        | –  | 1  | 1  | 2      |
| 10     | Deutschland                    | –  | –  | 1  | 1      |
| 10     | Schweiz                        | –  | –  | 1  | 1      |
| Gesamt | Gesamt                         | 12 | 12 | 18 | 42     |

### Medaillengewinner
Männer
| Disziplin          | Gold                                                                       | Silber                                                              | Bronze                                                               |
| ------------------ | -------------------------------------------------------------------------- | ------------------------------------------------------------------- | -------------------------------------------------------------------- |
| Degen Einzel       | Dmitri Schwelidse                                                          | Soma Somody                                                         | Sven Vineis                                                          |
| Degen Einzel       | Dmitri Schwelidse                                                          | Soma Somody                                                         | Kirill Gurow                                                         |
| Florett Einzel     | Damiano Di Veroli                                                          | Jan Nowak                                                           | Tommaso Martini                                                      |
| Florett Einzel     | Damiano Di Veroli                                                          | Jan Nowak                                                           | Choi Min-seo                                                         |
| Säbel Einzel       | Park Sang-won                                                              | Gergő Horváth                                                       | Moritz Schenkel                                                      |
| Säbel Einzel       | Park Sang-won                                                              | Gergő Horváth                                                       | Hwang Hee-geun                                                       |
| Degen Mannschaft   | JapanSeiya Asami Ryū Matsumoto Naoshi Nakamoto Hidemasa Sakato             | UngarnÁdám Keresztes Gergely Kovács Maruan Osman-Touson Soma Somody | ItalienFabrizio Cuomo Nicoló del Contrasto Simone Mencarelli         |
| Florett Mannschaft | ItalienDamiano Di Veroli Giulio Lombardi Tommaso Martini Federico Pistorio | PolenMaciej Bem Mateusz Kwiatkowski Jan Nowak Szymon Pacholczyk     | JapanRyōsuke Fukuda Shoren Hayashi Yasutaka Nishiguchi Hiroto Sugaya |
| Säbel Mannschaft   | SüdkoreaHwang Hae-geun Lim Jae-yoon Park Jung-ho Park Sang-won             | ItalienCosimo Bertini Marco Mastrullo Mattia Rea Edoardo Reale      | JapanReo Hiwatashi Hibiki Kato Yuto Rikitake Hayato Tsubo            |

Frauen
| Disziplin          | Gold                                                                   | Silber                                                                  | Bronze                                                                 |
| ------------------ | ---------------------------------------------------------------------- | ----------------------------------------------------------------------- | ---------------------------------------------------------------------- |
| Degen Einzel       | Kaylin Hsieh                                                           | Anna Maksymenko                                                         | Edina Kardos                                                           |
| Degen Einzel       | Kaylin Hsieh                                                           | Anna Maksymenko                                                         | Emili Conrad                                                           |
| Florett Einzel     | Aurora Grandis                                                         | Mo Byeoli                                                               | Carlotta Ferrari                                                       |
| Florett Einzel     | Aurora Grandis                                                         | Mo Byeoli                                                               | Esther Bonny                                                           |
| Säbel Einzel       | Jeon Ha-young                                                          | Anna Spiesz                                                             | Chirika Takahashi                                                      |
| Säbel Einzel       | Jeon Ha-young                                                          | Anna Spiesz                                                             | Summer Fay Sit                                                         |
| Degen Mannschaft   | FrankreichAlice Conrad Océane Francillonne Emma Lauvray Kelly Lusinier | ItalienElena Ferracuti Carola Maccagno Eleonora Orso Vittoria Siletti   | SüdkoreaKim Na-kyeong Kim Tae-hee Lim Tae-hee Park Ha-been             |
| Florett Mannschaft | SüdkoreaKim Ho-yeon Mo Byeoli Park Ji-hee Sim So-eun                   | ItalienGiulia Amore Irene Bertini Carlotta Ferrari Aurora Grandis       | JapanAyano Iimura Reina Iwamoto Rino Nagase Yuzuha Takeyama            |
| Säbel Mannschaft   | SüdkoreaChoi Se-bin Jeon Ha-young Kim Jeong-mi Seon Eun-bi             | FrankreichKelly Lusinier Mathilde Mouroux Garance Roger Lola Tranquille | ItalienAlessia Di Carlo Benedetta Fusetti Michela Landi Claudia Rotili |